# Pergamino Vindel

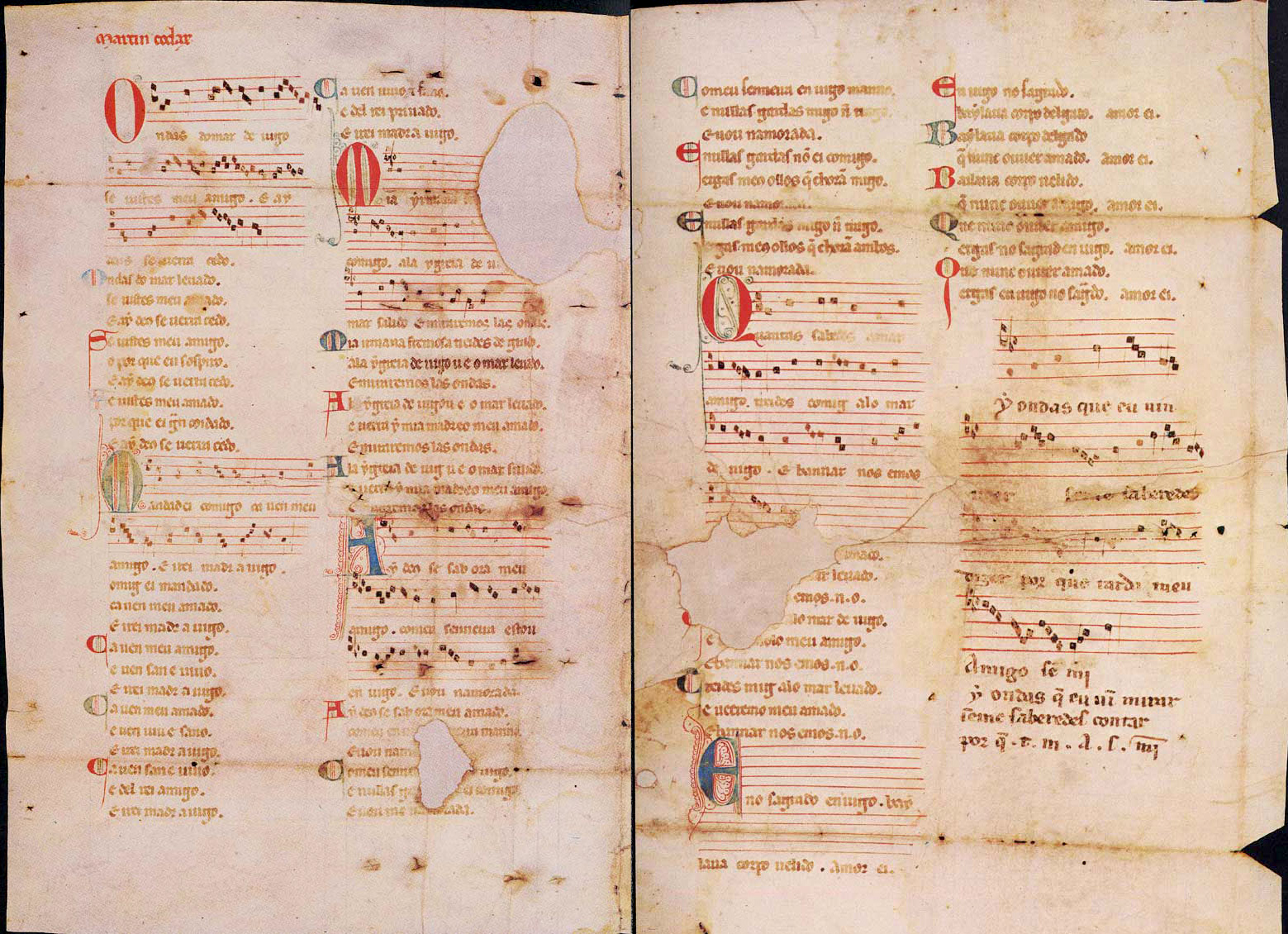
Pergamino Vindel.

El Pergamino Vindel (Nueva York, Biblioteca y Museo Morgan, Vindel MS M979) es un pergamino copiado a finales del siglo XIII o comienzos del XIV que contiene siete cantigas de amigo del trovador gallego Martín Codax. Posee características similares al Cancionero de Ajuda.

## Historia
El descubrimiento de este pergamino se debió al azar. El comerciante de libros antiguos Pedro Vindel Álvarez lo encontró en su librería, en 1914, en la guarda interior de un ejemplar del libro «De officiis» de Cicerón, del siglo XIV con encuadernación del siglo XVIII. 
El pergamino desapareció al poco tiempo de ser descubierto, creyéndose perdido durante muchos años. Sin embargo, el pergamino había sido adquirido a Pedro Vindel por el diplomático y musicólogo Rafael Mitjana y Gordón, quién lo depositó en su biblioteca de Upsala, ciudad sueca donde residía por aquel entonces. A su muerte, en 1921, la biblioteca pasó a su viuda y posteriormente fue vendida por sus herederos. Después de varias vicisitudes, el pergamino fue adquirido por el bibliófilo Otto Haas y puesto a la venta en Londres por su colega Albi Rosenthal. Finalmente fue comprado por la J. Pierpont Morgan Library de Nueva York, donde se conserva desde 1977, bajo la signatura Ms. 979.
La primera noticia del descubrimiento fue dada a conocer por Pedro Vindel, en febrero de 1914, en la revista Arte Español. Al año siguiente, en 1915, el librero publicó la primera edición facsímil del manuscrito.
Entre los meses de octubre del año 2017 y marzo del año 2018, el Pergamino Vindel fue expuesto en el Museo del Mar de Galicia, situado en la ciudad de Vigo.

## Descripción
El tamaño del pergamino es de 34 x 45 cm. Está escrito por una sola cara a cuatro columnas, con 26, 24, 23 y 17 líneas respectivamente. La primera columna contiene 5 pentagramas, 6 la segunda, 6 la tercera y 4 la cuarta. El texto fue escrito en tinta negra y los pentagramas en tinta roja. Las iniciales están ornamentadas en azul y rojo. El nombre del juglar Martín Codax aparece en la parte superior del pergamino, en rojo. En la copia del pergamino intervinieron varias manos.
Contiene siete cantigas de amigo, seis de ellas con notación musical:
- Ondas do mar do Vigo
- Mandad'ei comigo ca ven meu amigo
- Mia yrmana fremosa treides comigo
- Ay Deus se sab'ora meu amado
- Quantas sabedes amar amigo
- En o sagrad' e Vigo (Sólo texto, sin notación musical)
- Ay ondas que eu vin veer

Sus textos ya eran conocidos por formar parte de los cancioneros sin música de la lírica galaicoportuguesa. Sin embargo, su música constituye, junto con las siete cantigas de amor de Don Denís, halladas en el Pergamino Sharrer, las únicas muestras que se han encontrado hasta la fecha de la canción profana galaico-portuguesa. La música de las cantigas está escrita en notación cuadrada, con ligaduras muy similares a las Cantigas de Santa María.
El descubrimiento del pergamino vino a confirmar la hipótesis de la existencia de hojas volantes, con el texto y la música de las poesías trovadorescas que eran entregadas por los trovadores a los juglares para su interpretación.

## Discografía
- Véase la sección de discografía de: Martín Codax (discografía).

## En el cine
En el año 2016 se estrena la película titulada El Manuscrito Vindel. En ella se narra la vida de su descubridor, don Pedro Vindel Álvarez, desde su infancia hasta el hallazgo del célebre manuscrito. Este film, producido por Linterna Producciones, fue dirigido por los descendientes del propio Pedro Vindel, José Manuel Fernández Jardón Víndel (bisnieto) y Luis Alejandro Fernández Jardón (tataranieto).